# Рёцу
Рёцу (яп. 両津市) — упразднённый город в Японии, который был расположен в северной части префектуры Ниигата на восточном берегу острова Садо. Рёцу был основан 3 ноября 1954 года. 1 марта 2004 года включён в состав созданного путём слияния населённых пунктов острова города Садо.